# Semah

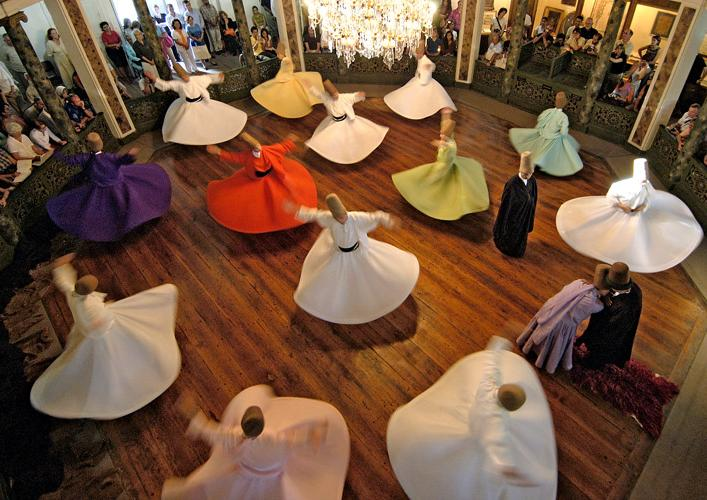
Danza Semah dei Sufi

La Semah (variante ortografica turca) o sama (dall'arabo سماع, DMG samā' '[l'] ascolto') è un elemento delle danze di trance nelle confraternite sufi. Durante il semah vengono suonati e cantati canti spirituali. La semah, come performance mistica, è una commemorazione di Dio realizzata attraverso la musica, il canto, la danza e i gesti. Per gli aleviti, il semah è uno dei dodici compiti dell'evento cem, il raduno spirituale degli aleviti. Nel 2010, il semah è stato inserito nella Lista rappresentativa del Patrimonio culturale immateriale dell'umanità. 
La musica della danza rituale è determinata dall'usul (ritmo/metraggio) aksak. I danzatori alternano passi lenti e veloci e movimenti circolari e centrati. Sono caratterizzati da movimenti rotatori intorno al proprio asse, con i quali si cerca l'unione dell'uomo con Dio e la natura. Il palmo della mano destra è rivolto verso l'alto e quello della mano sinistra verso il suolo. La rotazione in cerchio e intorno al proprio asse simboleggia la rotazione dei pianeti nella loro orbita intorno al sole, ma anche i cicli eterni della vita e della natura.
I testi parlano di Allah, del Profeta Maometto, di suo cugino Ali e di Hızır, ma anche delle persone stesse: bisogna sempre credere nel bene delle persone per non allontanarsi dalla retta via.
La danza in cerchio del semah ha diversi significati simbolici. I movimenti sono spesso imitati dagli animali. Le più diffuse sono una danza che imita i movimenti di volo della gru (turna in turco), sacra agli aleviti, chiamata turnalar semahı, e la kırklar semahı ("danza dei quaranta santi") al Kırklar Cemi. 
La turnalar semahı ("danza della gru") è di particolare importanza perché la gru, che compare spesso nei racconti popolari turchi, percorre lunghe distanze tra la sua patria e le regioni lontane e quindi appare come un mediatore simbolico tra gli amanti in sé e tra le persone (che amano) e Dio. La danza circolare è un motivo frequente e diffuso con un significato magico nelle religioni etniche pre-monoteistiche. Il simbolo della gru, che compare anche nella mitologia giapponese, rimanda a un legame con le antiche idee dell'Asia centrale, che si riassumono nel Tengrismo.